# Beat Street
Beat Street è un film del 1984 diretto da Stan Lathan, con protagonisti Guy Davis, Rae Dawn Chong e Jon Chardiet. Il film è considerato un cult movie del genere Old school hip hop e della break dance, come i precedenti Style Wars e Wild Style, entrambi usciti nel 1983.
Negli Stati Uniti uscì nelle sale cinematografiche l'8 giugno 1984.
Fu presentato fuori concorso al 37º Festival di Cannes.

## Trama
Il film è ambientato nel South Bronx, e narra la storia di due fratelli, Kenny (Guy Davis) e Lee (Robert Taylor) Kirkland, ed il loro gruppo di amici. Kenny è un talentuoso deejay ed MC, mentre Lee, suo fratello minore è un b-boy membro della crew Beat Street Breakers (interpretata dai New York City Breakers). Entrambi vivono nello stesso appartamento insieme alla loro madre, Cora (Mary Alice Smith). I migliori amici di Kenny sono Ramon (Jon Chardiet), un writer figlio di immigrati portoricani che ha una passione ed attitudine artistica particolare nel dipingere i graffiti sui vagoni della metropolitana di New York, e Chollie Leon W. Grant, miglior amico di quest'ultimo e suo manager. Tra le prime scene del film, vi è quella ambientata in un house party che avviene in un appartamento di un edificio abbandonato, dove Kenny svolge il ruolo di deejay, e nel quale suo fratello Lee improvvisamente irrompe sulla scena insieme alla sua crew di ballerini di break dance, dando vita ad una battaglia di breakdance e rapping tra i New York City Breakers (storico gruppo newyorchese di breakdance che nel film viene rappresentata come la crew fa parte Lee, ossia i Beat Street Breakers) e la Rock Steady Crew (che nel film viene ribattezzata Rockers), storico gruppo di Old school hip hop e tra le più importanti formazioni di break dance mai comparse sulla scena internazionale, oltre che in quella di New York. Successivamente Kenny, che persiste nelle sue aspirazioni di diventare un affermato deejay professionista, comincia a frequentare assiduamente il Roxy, il più grande club di musica dance dell'epoca. In una delle sue visite alla discoteca, incontra Tracy Carlon (Rae Dawn Chong), una studentessa di musica al college ed autrice musicale. Nel film compare poi quella che in gergo Hip Hop viene definita battle (battaglia tra opposte fazioni di Breakdancers) tra New York City Breakers e Rock Steady Crew, che rimarrà "epica" nella storia dell'Hip Hop. Nella stessa battaglia partecipa, sempre in quanto membro dei New York City Breakers, anche Lee, la cui performance viene notata da Tracy, la quale lo invita a partecipare ad una audizione per uno show televisivo basato sulla musica dance, dove però Lee, arrivato insieme a suo fratello maggiore Kenny e Chollie e Ramon, viene scartato dopo aver effettuato il provino. Kenny, con l'intenzione di difendere gli interessi di suo fratello Lee e mitigare la sua delusione per non esser stato scelto per lo show nonostante avesse dimostrato il suo talento, incolpa Tracy dell'accaduto imputandole false promesse e rompendo i rapporti con lei. Dopo l'accaduto Tracy si reca personalmente nella casa di famiglia dei Kirkland per scusarsi ufficialmente dell'accaduto, dove in quel momento non è presente Lee ma soltanto Kenny, il quale sta preparando un mix-tape; Tracy stavolta si mostra interessata alle opere e alle capacità di mixaggio svolte da Kenny, ed i due ricuciono i oro rapporto personali che si erano deteriorati dopo il fatto accaduto a Lee. Poco dopo, Kenny e Tracy recandosi in metropolitana notano Lee che sta dipingendo i graffiti su un vagone dei treni, insieme ai suoi amici Luis (Franc Reyes) e Ramon, che persiste nelle sue abitudini. Sentendo all'improvviso dei rumori provenire nelle gallerie della linea, pensando potesse essere la polizia (l'allora sindaco di New York Ed Kock aveva dichiarato guerra ai writer, in particolare quelli della metropolitana), il gruppo dopo aver riposto le bombolette di vernice spray negli zainetti dove erano contenute si accorge che in realtà non si trattava delle forze dell'ordine newyorchesi, ma di un writer dedito a guastare i graffiti da altrui realizzati di nome Spit (Bill Anagnos). Di seguito, Chollie segnala a Kenny la possibilità di svolgere il ruolo di deejay ospite in un evento che in programma al Burning Spear, un club di musica rap diretto dallo storico deejay e pioniere dell'Old school hip hop DJ Kool Herc. Kenny partecipa, mostra la sua abilità nel girare i piatti del giradischi ed inoltre introduce una performance di rap "natalizio" eseguita da altri artisti di prim'ordine della vecchia scuola Hip Hop come The Treacherous Three, Doug E. Fresh e la crew Magnificent Force. Nonostante Kool Herc sia rimasto positivamente impressionato dallo show di Kenny, e lo abbia invitato ad esibirsi nuovamente nel suo club, Kenny e Chollie preferiscono tornare ad esibirsi al Roxy, dove erano venuti a conoscenza di un'audizione per lanciare nuovi talenti sulla scena del rap. Chollie, manager di Kenny, riesce ad ottenere dallo talent scout l'impegno di valutare personalmente le doti da rapper di Kenny; Chollie convince Kenny a tornare ad esibirsi nuovamente al Burning Spear, dove lo scout, mantenendo gli accordi presi al Roxy con Chollie, rimane anch'egli talmente sorpreso delle abilità artistiche tanto da offrirgli una performance da protagonista che si sarebbe svolta nella Vigilia dell'Anno Nuovo. Tracy, venuta a conoscenza dell'opportunità capitata a Kenny, gli offre la possibilità di attrezzarsi di un equipaggiamento di nuova generazione per la creazione di musica elettronica, tanto in voga in quel periodo, per migliorare la strumentazione in sua dotazione, che lei teneva nel suo studio personale; durante le prove per lo sviluppo delle nuove sonorità però Kenny, premendo accidentalmente un bottone, cancella il materiale da lui precedentemente registrato, e, a causa di questo incidente, sarà costretto ad esibirsi nella show di fine anno con il materiale da lui precedentemente registrato. Nelle sequenze del film a questo punto compare di nuovo Ramon, il quale è diventato padre, è costretto a subire le sollecitazioni sia Carmen (Saundra Santiago), madre di suo figlio, che lo invita ad essere presente nel nucleo familiare dal quale lui, per la sua immutabile attitudine di interessarsi solamente alla creazione di graffiti in giro per la città, si è sempre tenuto in disparte, sia di suo padre Domingo (Shawn Elliot), il quale non tollera il comportamento del figlio, in particolare la sua negligenza nel cercarsi un'occupazione, e soprattutto accusandolo di non pensare ad altra cosa durante il giorno oltre a quella di ricercare vagoni della metropolitana "puliti" da imbrattare con quelle che lui definisce "opere d'arte". Ramon quindi, spinto dalle pressioni di suo padre e di Carmen, trova lavoro in un negozio, ma, non riuscendo a sconfiggere la sua personale fissazione di ricerca di treni della metro intatti ancora da imbrattare, decide di continuare l'attività di writer; ed infatti subito dopo aver iniziato a svolgere le sue mansioni lavorative, Ramon si reca ad insieme a Kenny nei depositi della metropolitana per disegnare graffiti su un nuovo treno (di color bianco) appena messo in circolazione; dopo aver pitturato la prima facciata del vagone, Ramon si reca sul lato opposto del treno avvertendo la presenza di qualcun altro: scopre così che Spit, il writer che agiva con lo scopo di compiere opere di teppismo nei confronti dei graffiti creati dagli altri writer, stava completamente vandalizzando ciò che aveva appena disegnato sull'altra parte del mezzo. A questo punto sia Ramon che Kenny inseguono nei tunnel della metropolitana Spit, che, dopo una colluttazione con loro, spruzza vernice dalla bomboletta spray in suo possesso in un occhio di Ramon, il quale cade, insieme allo stesso Spit, sui binari elettrificati della ferrovia sotterranea, rimanendo ucciso insieme al suo rivale. Dopo l'accaduto Kenny, profondamente scosso per la perdita dell'amico, decide di non partecipare all'evento della Vigilia di Capodanno dove avrebbe dovuto esibirsi, ma Tracy e Chollie riescono alla fine a convincerlo di non rinunciare alla più grande occasione capitata per la sua carriera. Il film si conclude quindi con un'esibizione dal vivo che è una celebrazione in memoria di Ramon (la cui immagine appare in sottofondo dietro gli schermi sul palco dentro in locale) nella quale Kenny prende parte primo, seguito da un'altra memorabile esibizione di Grandmaster Melle Mel & The Furios Five, un coro gospel formato da elementi del Bronx ed una performance di ballerini di break dance.

## Colonna sonora del film
Beat Street è considerato un cult movie del rap della prima fase per via delle memorabili apparizioni e performance live di artisti di primo ordine dell'Old school hip hop (ed anche di musica Soul e Rhythm & Blues) apparse nel film, e in particolare per la sua colonna sonora. Prodotta da Harry Belafonte e Arthur Baker, fu pubblicata nel 1984 dalla Atlantic Records in due volumi; entrambi gli album della soundtrack riuscirono ad entrare nella top 200 della classifica Billboard, e in particolare, il primo volume raggiunse la posizione #10 delle charts R&B e la posizione #14 della classifiche dei dischi più venduti della Billboard, il secondo arrivò alla posizione #47 delle charts R&B e la posizione #137 della classifica dei duecento dischi più venduti della Billboard. Il disco della pellicola fu inoltre certificato Gold dalla RIAA nello stesso anno.

### Volume 1
- Grandmaster Melle Mel & The Furios Five: Beatstreet Breakdown
- The System: Baptise the Beat
- Jenny Burton & Patrick Jude: Strangers In A Strange World
- Afrika Bambaataa & Soulsonic Force + Shango: Frantic Situation
- Juicy: Beat Street Strut
- Sharon Green, Lisa Counts & Debbie D: Us Girls
- Cindy Mizelle: This Could Be The Night
- Arthur Baker: Breaker's Revenge

### Volume 2
- Jazzy Jay: Son Of Beat Street
- Juicy: Give Me All
- Tina B: Nothin's Gonna Come Easy
- The Treacherous Three: Santa's Rap
- Ralph Rolle: Phony Four MC's -"Wappin' (Bubblehead)"
- La La: Into The Night

## Partecipazioni
Tra gli artisti che hanno partecipato direttamente al film:
- Afrika Bambaataa & Soulsonic Force: "Afrika Bambaataa & Soulsonic Force"
- Grandmaster Melle Mel & The Furios Five: "Grandmaster Melle Mel & The Furios Five"
- New York City Breakers: "Beat Street Breakers"
- Rock Steady Crew: "Rockers"
- DJ Kool Herc: "DJ Kool Herc"
- Jazzy Jay: "Jazzy Jay"
- The Treacherous Three: "The Treacherous Three"
- Magnificent Force: "Magnificent Force"
- Sha-Rock (Funky Four Plus One More): "Us Girls"